# Jaggar Museum
Le Jaggar Museum, officiellement le Thomas A. Jaggar Museum, est un ancien musée des États-Unis situé à Hawaï, sur le rebord de la caldeira sommitale du Kīlauea, à côté des locaux de l'observatoire volcanologique d'Hawaï. Il est nommé en l'honneur de Thomas Jaggar, un volcanologue américain fondateur de l'observatoire volcanologique. Sa fermeture en 2018 et sa démolition en 2023 sont la conséquence directe de l'éruption dans la caldeira en mai 2018.

## Géographie

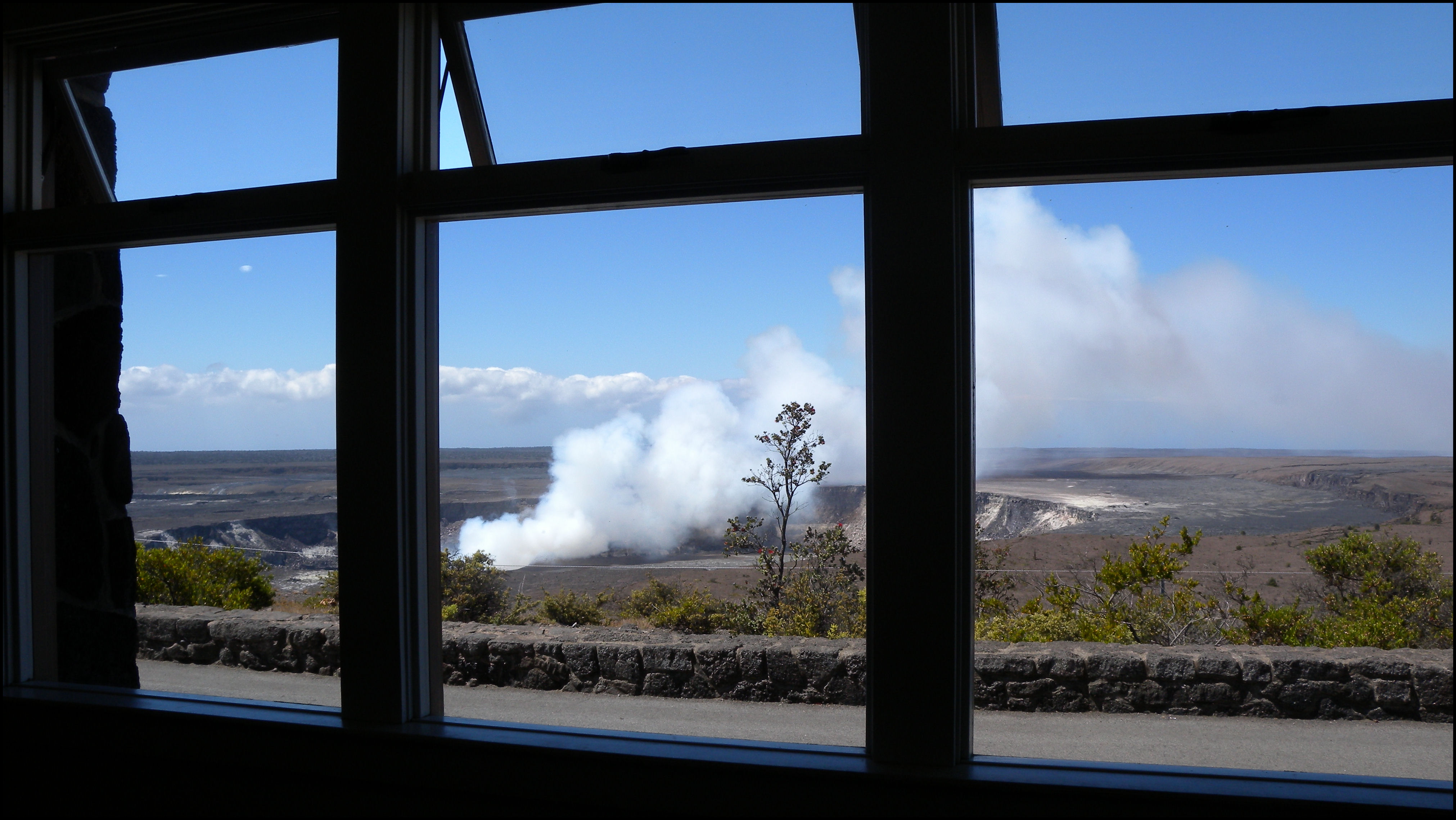
Vue du Halemaʻumaʻu depuis l'intérieur du Jaggar Museum.

Le Jaggar Museum est situé aux États-Unis, dans le Sud-Est de l'archipel, de l'île et de l'État d'Hawaï, dans le parc national des volcans d'Hawaï. Administrativement, il fait partie du district de Kaʻū du comté d'Hawaï. Il se trouve sur le rebord occidental de la caldeira du Kīlauea, point culminant du volcan, l'Uwēkahuna, à 1 242,6 mètres d'altitude. Les locaux de l'observatoire volcanologique d'Hawaï sont adjacents au musée et ces deux organismes partagent le même accès par la Crater Rim Road, la route qui fait le tour de la caldeira et accessible via la Hawaii Route 11. Il est aussi possible de se rendre à pied au musée, soit via un court sentier de 800 mètres de longueur partant directement de la Hawaii Route 11, soit via le Crater Rim Trail, le sentier de randonnée faisant le tour de la caldeira, et dont le centre des visiteurs du parc national situé à l'est est distant d'environ quatre kilomètres. Au-delà du Jaggar Museum et de l'observatoire volcanologique d'Hawaï, en direction du sud-ouest, l'accès à la Crater Rim Road et au Crater Rim Trail est fermé en raison du risque volcanique représenté par l'activité du Halemaʻumaʻu.

## Histoire

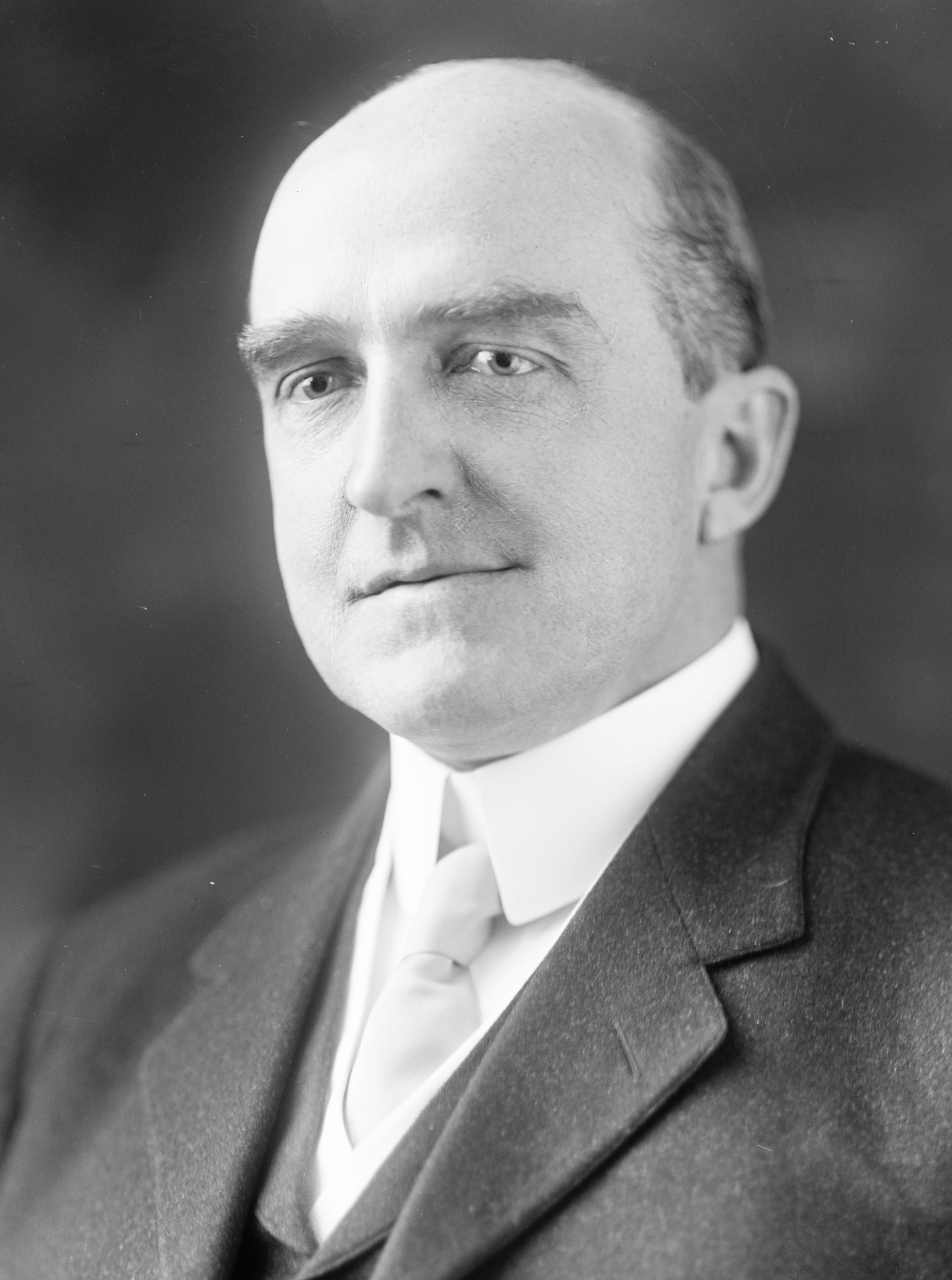
Portait de Thomas Jaggar, fondateur de l'observatoire volcanologique d'Hawaï.

Le Jaggar Museum est créé en 1986 dans les locaux libérés par l'observatoire volcanologique d'Hawaï qui dispose depuis cette date d'un bâtiment plus grand. Il est nommé en l'honneur de Thomas Jaggar, un volcanologue américain fondateur de l'observatoire volcanologique.
L'augmentation de l'activité volcanique et sismique début 2018 contraint les autorités à fermer au public et au personnel un certain nombre de lieux autour de la caldeira du Kilauea dont le Jaggar Museum le 11 mai. En dépit de la fin de l'éruption, l'instabilité des rebords de la paroi empêche la réouverture du musée et il est finalement démoli à la fin 2023.

## Collections
L'entrée du musée est gratuite mais sont accès est conditionné par le franchissement des limites du parc national qui est payant pour les véhicules. Ses collections tournent autour de la volcanologie et plus particulièrement de la surveillance des volcans. Ses pièces les plus importantes sont des instruments de mesure et des tenues utilisées par les volcanologues pour approcher la lave en fusion. Il offre aussi un panorama sur la caldeira et le cratère Halemaʻumaʻu situés en contrebas. De là, la vue porte jusqu'au Steaming Bluff, le Volcano House, le Puʻu Puaʻi, le cône volcanique du Kīlauea Iki, et le Mauna Ulu situé sur le rift Est.